# TeszVesz
A TeszVesz egy Magyarországon működő internetes aukciós oldal. A szolgáltatás segítségével a felhasználók meghirdethetik eladásra saját tulajdonukban levő termékeiket, licitálhatnak az aktuális aukciókon illetve akár regisztráció nélkül is vásárolhatnak. A portált a budapesti székhelyű Dante International Kft. üzemelteti.

## Története
Az oldalt 2004 nyarán indította a lengyel Payback Sp. z o.o cég „Tétrakó.hu” néven. Néhány hónappal később a Payback Sp. z o.o vegyes vállalatot indított a Sanoma Budapest Zrt.-vel közösen Sanoma Payback Kft. néven, 2005. januárjában pedig TeszVesz.hu néven újították meg az aukciós oldalt. A vegyes vállalatban a Sanoma Budapest Zrt. 65%-os, míg a Payback Sp. z o.o 35%-os részesedéssel rendelkezett.
2009-ben a Sanoma Budapest Zrt. eladta részesedését a Naspers-csoport európai leányvállalatának, a Vaterát is működtető MIH Allegro B.V-nek, amely a Payback Sp. z o.o. részesedését megvásárolva 100%-os tulajdonosa a portált üzemeltető cégnek. A Sanoma Payback Kft. áprilisban nevet váltott, az aukciós szolgáltatást a TeszVesz.hu Aukció Kft. működteti.
2010-ben a Vatera.hu Kft. és a TeszVesz.hu Aukció Kft. hivatalosan is egybeolvad, a két társaság allegroup.hu Kft. néven folytatja tevékenységét. A két oldal működése viszont továbbra is jól elkülöníthető, a TeszVesz inkább a női felhasználókra fókuszál, míg a Vatera egy szélesebb réteget ér el és egyre több a fix áras, új termék található meg kínálatában.
2013 júliusában az allegroup.hu Kft. névváltoztatáson esett át, és a hónap elejétől a tulajdonosi sztenderdeknek megfelelően Allegro Group HU Kft.-ként működik tovább.
2015 májusában a TeszVesz, a Vatera és a szintén a Naspers cégcsoporthoz tartozó eMAG Magyarországon közös cégként, Dante International Kft. néven folytatja tevékenységét.

## Nemzetközi háttér
A TeszVesz.hu-val közös rendszert használó aukciós piacterek Közép-Európa számos országában működnek. Legismertebb közülük a Lengyelországban üzemelő Allegro.pl, amely közel 10 millió felhasználóval bír. A nemzetközi hálózat tagjai Csehországban, Szlovákiában, Romániában, Bulgáriában, Ukrajnában, Oroszországban; valamint Kazahsztánban és Fehéroroszországban találhatók.

## Működése
Az oldalon a vásárlás a telefonszám ellenőrzése, az eladási szolgáltatások teljes körű használata pedig csakis a felhasználó által megadott bankszámlaszám ellenőrzése után lehetséges. Ugyanakkor a piactéren lehetőség van egyszerű, regisztrációhoz nem kötött vásárlásra. 
A TeszVesz bizonyos szolgáltatásai térítés ellenében vehetők igénybe.